# Necromantia
Necromantia (v překladu nekromancie) byla řecká kapela, která byla založena roku 1989 v Athénách. Její tvorba byla orientována na satanistický black metal.
Skladba „Spiritforms Of The Psychomancer“ vyšla na CD kompilaci World Domination II z roku 1997 francouzského hudebního vydavatelství Osmose Productions.

## Historie
V roce 1989 kapelu v Athénách založili The Magus Vampyr Daoloth (George Zaharopulos) a Baron Blood (Makis), posléze se přidal Slow Death (Vasilis Gavanas). V lednu 1990 byla natočena první promo nahrávka, která však nikdy nebyla oficiálně množena jako regulérní demo. V květnu 1992 vyšlo kultovní split-LP The Black Arts / The Everlasting Sins od Black Power Records s žánrově spřízněnou řeckou kapelou Varathron. Materiál Necromantie se jmenoval The Black Arts. Toto splitko vyšlo v reedici firmy Unisound Records v roce 1994, obsahovalo navíc skladbu De Magia Veterum z první promo nahrávky. Ke kapele se přidává Giannis Papagiannis (alias The Worshipper of Pan) a v roce 1993 také muzikant s přezdívkou Inferno. Prvotní dlouhohrající deska se jmenuje Crossing the Fiery Path a byla vydána v roce 1993 francouzskou vydavatelskou firmou Osmose Productions. Poté následuje produkce dalších nahrávek a personální změny v sestavě.

## Logo
Ve jedné verzi loga je nápis Necromantia stylizován charakteristickými křivými písmeny. Písmeno T má podobu obráceného kříže. První písmeno N a poslední A obsahují čertovský ocas. Součástí loga jsou i symboly pohřební svíce (za písmenem E) a dalšího obráceného kříže s vetkaným obráceným pentagramem (za druhým písmenem N). Druhá verze loga je ve stylu gotického písma.

## Diskografie
Dema
- Vampiric Rituals (1992)
- Demo '93 (1993)

Studiová alba
- Crossing the Fiery Path (Osmose, 1993)
- Scarlet Evil Witching Black (Osmose, 1995)
- IV: Malice (Black Lotus, 2000)
- The Sound of Lucifer Storming Heaven (Dockyard 1, 2007)

EP
- From The Past We Summon Thee (Dark Side, 1994)
- Ancient Pride (Osmose, 1997)[3]
- People of the Sea (Dark Side, 2008)

Kompilační alba
- Covering Evil (12 Years Doing The Devil's Work) (Black Lotus, 2001)
- Cults of the Shadow (Osmose, 2002)
- Necromantia (Black Lotus, 2006)
- De Magia Veterum (Dark Side Records, 2009)

Split nahrávky
- The Black Arts / The Everlasting Sins (společně s Varathron; Black Power, 1992)
- Black Arts Lead to Everlasting Sins (společně s Varathron; Black Power, 1994)
- ...For the Temple of the Serpent Skull... (společně s Acherontas; Dark Side, 2008)

Promo nahrávky
- Promo Tape 1990 (1990)
- Promo 1993 (1993)